# قلعه کاتن
قلعه کاتن (به ژاپنی: 火天の城) نام یک رمان تاریخی نوشته یاماموتو کن‌ایجی است. از این رمان یک فیلم سینمایی اقتباس شده که توسط تاناکا میتسوتوشی کارگردانی شده و در سال ۲۰۰۹ میلادی در ژاپن نمایش داده شده‌است. در این فیلم کیپی شینا نقش اودا نوبوناگا را ایفا می‌کنند. در این فیلم وقایع مربوط به ساخته شدن قلعه آزوچی به تصویر کشیده‌است.